# Netzwerk Selbsthilfefreundlichkeit und Patientenorientierung im Gesundheitswesen
Das Netzwerk Selbsthilfefreundlichkeit und Patientenorientierung im Gesundheitswesen (Netzwerk SPiG) in Berlin ist eine Einrichtung der Deutschen Arbeitsgemeinschaft Selbsthilfegruppen e.V. (DAG SHG).

## Geschichte
Das Netzwerk Selbsthilfefreundlichkeit und Patientenorientierung im Gesundheitswesen (SPiG) wurde im Juni 2009 von Einrichtungen und Organisationen gegründet, die verschiedene Projekte und Forschungsarbeiten zum Thema „Selbsthilfefreundlichkeit und Patientenorientierung in Einrichtungen des Gesundheitswesens“ durchgeführt hatten und ihre Ergebnisse und Erfahrungen in einem gemeinsamen Verbund weiterführen wollten. Zu den Gründungsmitgliedern zählen die Nationale Kontakt- und Informationsstelle zur Anregung und Unterstützung von Selbsthilfegruppen, die GSP— Gemeinnützige Gesellschaft für soziale Projekte mbH, das Institut für Medizinische Soziologie des Universitätsklinikums Hamburg-Eppendorf sowie der BKK Bundesverband (heute: BKK Dachverband e.V.) und der BKK Landesverband Nordwest.
2013 wurde eine hauptamtliche Geschäfts- und bundesweite Koordinierungsstelle für das Netzwerk SPiG eingerichtet. Sie befand sich bis 2016 in Trägerschaft des Paritätischen Gesamtverbandes e.V., von 2016 bis 2020 war sie bei der NAKOS angesiedelt. Seit Juli 2020 wird das Netzwerk SPiG als fünfte Einrichtung der DAG SHG fortgeführt. Zum 1. Dezember 2020 bezog die Geschäftsstelle des Netzwerks SPiG eigene Büroräume in Berlin-Zehlendorf.

## Tätigkeitsfeld und Aufgaben
Zentrale Aufgabe der Geschäftsstelle des Netzwerk SPiG ist die bundesweite Verbreitung und Umsetzung des Konzepts Selbsthilfefreundlichkeit zur Förderung der Kooperation von Selbsthilfegruppen, Selbsthilfekontaktstellen und Gesundheitseinrichtungen. Durch die Einführung strukturierter Kooperationen soll sichergestellt werden, dass Patientinnen und Patienten sowie ihren Angehörigen im Rahmen der Gesundheitsversorgung möglichst frühzeitig an Angebote der gemeinschaftlichen Selbsthilfe herangeführt werden.
Das Netzwerk SPiG stellt seinen Mitgliedern Information und Beratung zum Konzept Selbsthilfefreundlichkeit zur Verfügung und fördert den Erfahrungsaustausch unter den Mitgliedern. Selbsthilfegruppen und -organisationen sowie Selbsthilfekontaktstellen werden bei der Gestaltung gelingender Kooperationen mit Gesundheitseinrichtungen nach dem Kooperationskonzept Selbsthilfefreundlichkeit unterstützt. Kooperationsinteressierte Gruppen werden zum Kooperationskonzept Selbsthilfefreundlichkeit informiert und ressourcenorientiert zu den Möglichkeiten der Mitwirkung beraten. Sofern noch nicht vorhanden wird der Kontakt zur örtlichen Selbsthilfekontaktstelle vermittelt, die dann vor Ort die interessierte Selbsthilfegruppe in bestehende oder neue Kooperationen einbezieht und die weitergehende Beratung und Unterstützung übernimmt.
Anfragende Selbsthilfekontaktstellen werden zum Handlungskonzept Selbsthilfefreundlichkeit, Möglichkeiten der Umsetzung vor Ort und Unterstützungsmöglichkeiten (z. B. durch ein Mentoring oder die Beantragung von Projektmitteln) beraten. Selbsthilfekontaktstellen, die bereits Mitglied im Netzwerk Selbsthilfefreundlichkeit sind, erhalten Zugang zu einer detaillierten Arbeitshilfe und können sich aktiv mit gelungenen Beispielen aus ihrem Kooperationsalltag in den Erfahrungsaustausch der Netzwerkmitglieder einbringen. Die Geschäftsstelle begleitet bestehende Kooperationsprozesse.
Interessierte Gesundheitseinrichtungen erhalten Information und Beratung zur Einführung und Umsetzung des Kooperationskonzepts sowie zu den Bedingungen für eine Auszeichnung als selbsthilfefreundliche Gesundheitseinrichtung. Gemeinsam mit den Einrichtungen wird geklärt, ob das Handlungskonzept Selbsthilfefreundlichkeit vor Ort für die Gestaltung von Kooperationen umgesetzt werden kann und ob und welcher Kooperationspartner auf Seiten der Selbsthilfekontaktstellen dafür in Frage kommt.

## Konzept Selbsthilfefreundlichkeit
Um den Aufbau effizienter und dauerhaft tragfähiger Kooperationsstrukturen zwischen Gesundheitseinrichtungen und der Selbsthilfe zu befördern, hat das Netzwerk Selbsthilfefreundlichkeit und Patientenorientierung im Gesundheitswesen das Qalitätskonzept „Selbsthilfefreundlichkeit“ entwickelt. „Selbsthilfefreundlichkeit“ bezeichnet hierbei eine bestimmte Form der systematischen und strukturierten Zusammenarbeit von Einrichtungen des Gesundheitswesens mit der gemeinschaftlichen Selbsthilfe. Kernelement bilden die für verschiedene Versorgungsbereiche (Krankenhaus, Rehabilitationsklinik, Ärztenetzwerk, Öffentlicher Gesundheitsdienst) konkretisierte Qualitätskriterien für Selbsthilfefreundlichkeit, die konsensuell von Akteuren der Selbsthilfe und Vertreterinnen und Vertretern aus Gesundheitseinrichtungen entwickelt wurden.

### Auszeichnung
Die Auszeichnung „selbsthilfefreundlich“ wird an Gesundheitseinrichtungen vergeben, die die Qualitätskriterien für Selbsthilfefreundlichkeit erfolgreich umsetzen. Mit der Auszeichnung weist die Gesundheitseinrichtung nach, dass sie ihr ärztliches und pflegerisches Handeln durch das Erfahrungswissen der Selbsthilfe erweitert und nachhaltig den Kontakt zwischen Patienten und der Selbsthilfe fördert. Als erfolgreich wird die Umsetzung des Konzeptes dann, wenn
- das Konzept in allen selbsthilferelevanten Abteilungen/Fachkliniken umgesetzt wird
- alle Qualitätskriterien Selbsthilfefreundlichkeit mit entsprechenden Zielen und mindestens einer konkreten Maßnahmen hinterlegt sind.

Die Beurteilung, inwieweit die vereinbarten Ziele erreicht wurden, erfolgt vor Ort in einer „Selbstbewertung“ durch die am Qualitätszirkel Selbsthilfefreundlichkeit beteiligten Vertreterinnen und Vertreter der Selbsthilfe.

## Mitglieder und Partner
Aktuell sind über 420 Einrichtungen und Einzelpersonen im „Netzwerk Selbsthilfefreundlichkeit und Patientenorientierung im Gesundheitswesen“ zusammengeschlossen. Sie setzen das Konzept Selbsthilfefreundlichkeit als Leitfaden für die Gestaltung ihrer Zusammenarbeit um. Bundesweit tragen 50 Krankenhäuser, Rehakliniken und Ärztenetzwerke die Auszeichnung „selbsthilfefreundlich.“
Multiplikatoren des Netzwerk SPiG sind hierbei insbesondere die Selbsthilfekontaktstellen und deren Koordinationsstellen in den Bundesländern. Zudem kooperiert das Netzwerk SPiG mit bundesweiten Selbsthilfevereinigungen, Behörden, Krankenkassen, Verbänden, Akut- und Rehabilitationskliniken, Wissenschaft, Forschung sowie Medien. Hierzu gehören neben Behörden, Bundesministerien, Berufsverbänden und Krankenversicherungen unter anderem das Deutsche Netz Gesundheitsfördernder Krankenhäuser und Gesundheitseinrichtungen, die Deutsche Vereinigung für Soziale Arbeit im Gesundheitswesen e.V. und der Bundesarbeitsgemeinschaft für Rehabilitation.
Das Qualitätskonzept Selbsthilfefreundlichkeit wird auch im benachbarten Ausland umgesetzt: seit 2010 in Österreich und seit 2016 in der Schweiz. Im November 2017 fand ein erster Erfahrungsaustausch der drei Länder Deutschland – Österreich – Schweiz zum Handlungskonzept Selbsthilfefreundlichkeit statt. Gemeinsam mit der österreichischen Initiative nationales netzwerk selbsthilfe – NANES und der Selbsthilfe Schweiz gründete das Netzwerk SPiG 2018 das Europäische Aktionsbündnis Selbsthilfefreundlichkeit. Die im Europäischen Aktionsbündnis Selbsthilfefreundlichkeit aktiven Partner setzten sich für ein gemeinsames Verständnis von Selbsthilfefreundlichkeit als Qualitätsstandard, eine länderübergreifende Kompetenzentwicklung zum Konzept Selbsthilfefreundlichkeit und die Beförderung der Selbsthilfefreundlichkeit in weiteren Bereichen des Gesundheits- und Sozialwesen ein.